# Piotr Nowak (samorządowiec)
Piotr Andrzej Nowak (ur. 23 sierpnia 1921 w Dębem, pow. Czarnków, zm. 16 czerwca 2000) – polski funkcjonariusz partyjny, urzędnik państwowy i gospodarczy.

## Życiorys
Syn Piotra i Józefy. Ukończył Szkołę Podstawową w Bydgoszczy (1935). Zatrudniony w Bydgoskiej Fabryce Walizek (od 1936), Bydgoskiej Fabryce Skrzyń (do 1938), i warsztacie szlifierskim ojca w Łodzi (1938–1945). Członek PPR od 1945. Po wyzwoleniu był II sekretarzem Komitetu Dzielnicowego PPR Lewa-Śródmiejska (1945), inst./z-ca kier. Wydziału Personalnego Komitetu Wojewódzkiego PPR w Łodzi (1945), kier. Wydz. Personalnego KW PPR/PZPR w Gdańsku (1946–1949), prezydentem Sopotu (1949–1950).
Zmarł 16 czerwca 2000 roku i został pochowany na cmentarzu komunalnym w Bydgoszczy.